# Rafael Pires Vieira
Rafael Pires Vieira (Criciúma, 1º agosto 1978) è un ex calciatore brasiliano, di ruolo attaccante.

## Palmarès

### Club

#### Competizioni nazionali
- Campionato finlandese: 1

HJK Helsinki: 1997
- Liigacup: 2

HJK Helsinki: 2007
Lahti: 2016

### Individuale
- Capocannoniere della Veikkausliiga: 2

1997, 2007